# Alex Trebek
Alex Trebek   (Sudbury, 22 de juliol de 1940 - Los Angeles, 8 de novembre de 2020) fou un presentador de concursos i actor estatunidenc. Des de 1984, era conegut per ser el presentador de Jeopardy, havent estat presentador d'altres concursos com ara Pitfall, High Rollers, Classic Concentration, i Strategy. També va ser actor en diverses sèries de televisió, generalment interpretant-se a si mateix. Sent nadiu de Canadà, Trebek va obtenir la ciutadania nord-americana el 1998.